# ويليام برينغل
ويليام برينغل (بالإنجليزية: William Pringle)‏ هو لاعب كرة قدم بريطاني في مركز جناح ‏، ولد في 24 فبراير 1932 في ليفربول في المملكة المتحدة، وتوفي في أكتوبر 2006. لعب مع غريمسبي تاون وليدز يونايتد.